# Piotr Chilovski
Piotr Petrovitch Chilovski (en russe : Пётр Петрович Шиловский ; né le 12 septembre 1871 et mort le 3 juin 1957 dans le Herefordshire) était un comte russe, juriste, homme d'État et inventeur. Gouverneur de Kostroma de 1910 à 1912 et du Gouvernement d'Olonets entre 1912 et 1913, il est surtout connu comme l'inventeur de la gyrocar, qu'il a présentée pour la première fois à Londres en 1914. En 1922, Chilovski émigre au Royaume-Uni.

## Références

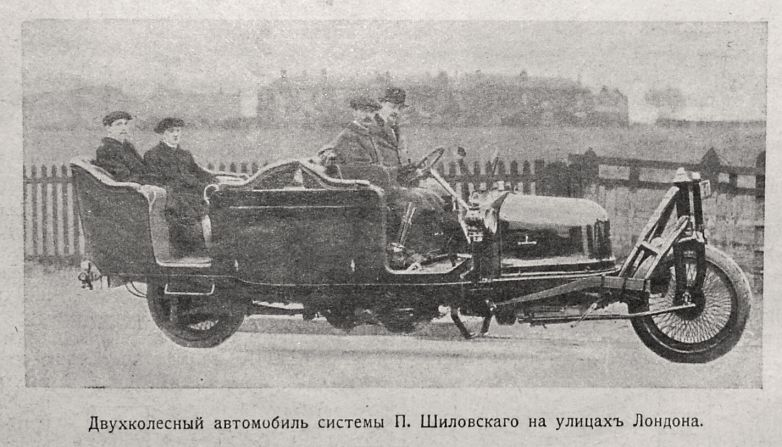
Gyrocar de Chilovski en 1914 à Londres